# Stefan Thor (musiker)
Stefan Daniel Thor, född den 19 mars 1973 i Malmö, är en svensk artist och musikproducent inom genren  electronica. Han är en av flera musiker som utgjorde en del av ett informellt electronicakollektiv åren runt millennieskiftet, med bland andra Sophie Rimheden, Andreas Tiliander och Johan T Karlsson som alla kom från trakterna kring Hässleholm, där även Thor var bosatt. Han har gjort musik bland annat under namnen Tomi Kiiosk och Folie och i konstellationerna Kondens och Minimalistic Sweden.

## Diskografi i urval[7]

### Folie
Studioalbum:
- 2002 - Misspass
- 2005 - Eyepennies

### Minimalistic Sweden
Studioalbum:
- 2003 - Standard Klickmusic

Digital utgåva:
- 2020 - Triptyk